# Zandvoort
Zandvoort es un municipio de los Países Bajos en la provincia de Holanda Septentrional.
Zandvoort es famoso por tener una de las mayores playas de Holanda, y de tener un entorno lleno de las famosas dunas costeras. Además, es un importante lugar turístico porque cuenta con hoteles lujosos, el famoso Circuito de Zandvoort, e incluso playas nudistas de 2 km de largo y cafés a pie de playa.

## Historia
Se sabe de la existencia de Zandvoort desde el año 1100 d. C., que entonces se llamaba Sandevoerde (combinación de palabras de "Sand" y "Voorde", que significa "vado"). Hasta el año 1722, el área estaba controlada por los Duques de Brederode.
La aldea vivió de la pesca por muchos siglos hasta el siglo XIX, cuando empezó a producirse un auge en el turismo, tal y como sucedió también en otros pueblos del Reino Unido. Así, Zandvoort fue visitado por importantes personajes y también comenzó el cultivo de la patata en las dunas.
En 1881, la estación de tren quedó abierta y en 1889 la línea se conectó a Haarlem. Poco a poco, este tramo de tren fue más utilizado por los turistas.
Durante la Segunda Guerra Mundial, Zandvoort quedó gravemente dañado. El 23 de mayo de 1942 se cerró el acceso a la playa, se demolieron avenidas y calles y el pueblo quedó prácticamente desierto al poco tiempo. Solo se pudieron quedar las personas que llevaban negocios que servían para abastecer a los alemanes que habían ocupado el pueblo. La primera línea de casas y hoteles que daba al mar quedó totalmente destruida por los alemanes para abrir camino hacia el Muro atlántico, la defensa costera. En las dunas aún quedan muchos búnkeres de hormigón medio enterados desde donde vigilaban el mar.
Después de la guerra, el pueblo incrementó rápidamente su población, de nuevo gracias al turismo. En 1948 se construyó el Circuito de Zandvoort.

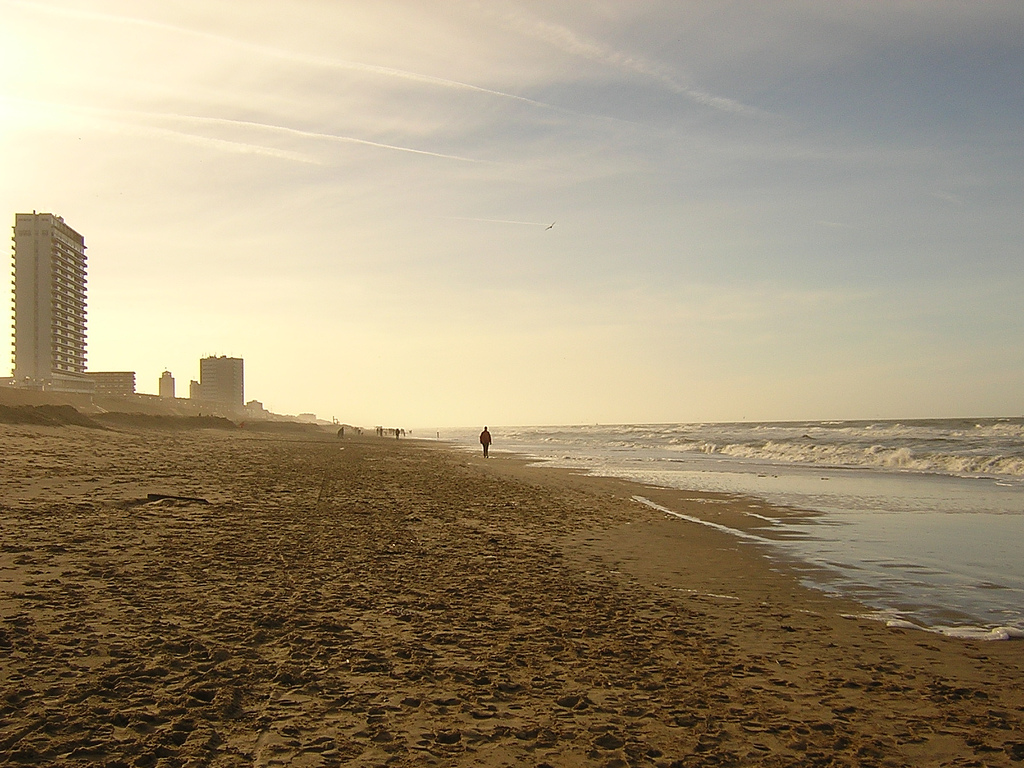
Playa de Zandvoort